# Ruairi Quinn
Ruairi Quinn, irl. Ruairí Ó Cuinn (ur. 2 kwietnia 1946 w Dublinie) – irlandzki polityk, architekt i samorządowiec, działacz Partii Pracy, w latach 1997–2002 lider tego ugrupowania, długoletni parlamentarzysta, minister w różnych resortach.

## Życiorys
Absolwent katolickiej szkoły średniej Blackrock College, następnie studiował architekturę na University College Dublin oraz kształcił się w Atenach w zakresie ekistyki. Pracował jako architekt, w latach 1972–1981 był także nauczycielem akademickim na UCD.
Zaangażował się w działalność polityczną w ramach Partii Pracy. W latach 1974–1977 i 1991–1993 był radnym miejskim w Dublinie. W 1973 bezskutecznie ubiegał się o mandat Teachta Dála. W 1976 został przez premiera powołany w skład Seanad Éireann. W 1977 po raz pierwszy wybrany do Dáil Éireann, nie uzyskał reelekcji w wyborach w 1981. W tym samym roku ponownie został senatorem z ramienia panelu przemysłowego i handlowego. W lutym 1982 tym razem z powodzeniem kandydował do Dáil Éireann, mandat Teachta Dála odnawiał następnie w wyborach w listopadzie tegoż roku, a potem w kolejnych wyborach w 1987, 1989, 1992, 1997, 2002, 2007 i 2011.
W grudniu 1982 po raz pierwszy objął funkcję rządową – Taoiseach Garret FitzGerald powierzył mu stanowisko ministra stanu odpowiedzialnego za sprawy urbanizacji i mieszkalnictwa. W grudniu 1983 przeszedł na urząd ministra pracy, który sprawował do stycznia 1987. Od lutego 1986 był jednocześnie ministrem ds. służb publicznych. Od stycznia 1993 do listopada 1994 był ministrem przedsiębiorczości i zatrudnienia w gabinecie Alberta Reynoldsa. Od grudnia 1994 do czerwca 1997 pełnił funkcję ministra finansów w rządzie Johna Brutona.
W listopadzie 1997 został nowym liderem Partii Pracy, zastąpił kierującego tym ugrupowaniem przez 15 lat Dicka Springa. Na czele partii stał do października 2002, kiedy to na nowego lidera powołano Pata Rabbitte'a. Powrócił w skład rządu w marcu 2011 jako minister edukacji i umiejętności u Endy Kenny’ego. Zrezygnował z tego stanowiska w lipcu 2014, zapowiadając jednocześnie rezygnację z kandydowania w kolejnych wyborach parlamentarnych. Mandat deputowanego wykonywał do 2016.